# Пам'ятник Михайлові Глинці (Запоріжжя)
Пам'ятник Михайлові Глинці — пам'ятник у місті Запоріжжі, встановлений на Соборному проспекті 1955 року. Автор — народний художник УРСР Адольф Страхов. Це другий пам'ятник Михайлові Глинці в Україні (після київського, 1910 р.), його встановлено біля головного фасаду концертної зали його імені.

## Опис
Пам'ятник є бронзовою скульптурою, яка зображує Михайла Глінку у процесі творчості, сидячі в креслі та тримаючи в лівій руці нотний папір, а в правій олівець. Загальна висота пам'ятника становить 3,8 метри за висоти власне скульптури у 2,7 метри. П'єдестал виконаний з полірованого граніту.
Оригінал статуї протягом двох років створювався в майстерні художником Адольфом Страховим у Харкові. В бронзі пам'ятник був відлитий на ленінградському заводі Монументскульптура. Встановленням п'єдесталу та монтажем пам'ятника займався колектив будівельного управління «Цивільбуд» № 1.